# Dread Zeppelin
Dread Zeppelin je americká hudební skupina, která vznikla v roce 1989 v Sierra Madre. Založili ji členové skupiny The Prime Movers. Název pochází ze slov dread a Led Zeppelin, projev skupiny obsahuje prvky parodie a recese a spojuje klasické hardrockové skladby s interpretací ve stylu reggae, kalypso a havajského folklóru. Natáčeli u firmy I.R.S. Records. Byli předkapelou INXS na jejich americkém turné a v roce 1994 nahráli ústřední píseň filmu National Lampoon's Last Resort. Se skupinou zpíval Greg Tortell („Tortelvis“), který působil v Las Vegas jako imitátor Elvise Presleyho.

## Diskografie
- Un-Led-Ed (1990)
- 5,000,000 (1990)
- Rock'n Roll (1991)
- It's Not Unusual (1992)
- Hot & Spicy Beanburger (1993)
- The First No-Elvis (1994)
- No Quarter Pounder (1995)
- The Fun Sessions (1996)
- The Song Remains Insane (1996)
- Ruins (1996)
- Spam Bake (1998)
- De-jah Voodoo (2000)
- Presents (2002)
- Chicken and Ribs (2004)
- Bar Coda (2007)
- Best of the IRS years (2009)
- Soso (2011)